# Papavereae
Tribu
Les Papavereae sont une tribu de plantes à fleurs de la famille des Papaveraceae et de la sous-famille des Papaveroideae.
Le genre type est Papaver L.

## Liste des genres
- Arctomecon
- Argemone
- Canbya
- Cathcartia
- Meconella
- Meconopsis
- Oreomecon
- Papaver
- Platystemon
- Platystigma
- Romneya
- Roemeria

## Publication originale
- Dumortier B.C.J., 1827. Florula Belgica, opera majoris prodromus. 172 pp., Casterman, Tornacum Nerviorum. p. 130.